# Maroúdi
Maroúdi (Maroudi) är en ort i Grekland.   Den ligger i prefekturen Nomós Piraiós och regionen Attika, i den sydöstra delen av landet, 23 km väster om huvudstaden Aten. Maroúdi ligger 48 meter över havet och antalet invånare är 141. Den ligger på ön Salamis.
Terrängen runt Maroúdi är kuperad åt nordväst, men söderut är den platt. Havet är nära Maroúdi åt sydost.  Närmaste större samhälle är Pireus, 15,1 km öster om Maroúdi. 